# كيف تبدأ الحروب الأهلية
كيف تبدأ الحروب الأهلية: وكيف يمكن إيقافها هو كتاب بقلم باربرا إف والتر، نُشر عام 2022. يفترض أن النزاعات الداخلية يمكن أن تنشأ من الافتقار إلى الديمقراطية.

## خلفية
باربرا ف. والتر أستاذة العلاقات الدولية بجامعة كاليفورنيا، سان دييغو. كتبت في الكتاب أنها بدأت في البداية التفكير في مفهوم الحرب الأهلية الوشيكة في عام 2018، خلال فترة دونالد ترامب كرئيس للولايات المتحدة، لكن وجهة نظرها لم تكن موضع ترحيب من قبل زملائها في ذلك الوقت.

## ملخص
تجادل والتر بأن الولايات المتحدة في خطر أن تصبح دولة استبدادية، على الرغم من أنها لا تتوقع صراعًا في الولايات المتحدة مثل الحرب الأهلية الأمريكية من حيث الحجم. في المقابل، تحلل الظروف التي أدت إلى الصراعات في يوغوسلافيا والفلبين والعراق. يحلل والتر أيضًا ديمقراطية الولايات المتحدة من خلال «مؤشر النظام السياسي». هذا مقياس من -10 إلى +10، حيث -10 هو نظام استبدادي و +10 هو نظام ديمقراطي. وفقًا لوالتر، انتقلت الولايات المتحدة من +10 سنوات قليلة قبل كتابة الكتاب إلى +5 عندما تم نشره، مما يجعل الولايات المتحدة الحالية أنوقراطية - ديمقراطية جزئية. إنها تصور مشهدًا سيحدث في عام 2028، حيث اشتعلت حرائق الغابات في ولاية كاليفورنيا وانطلقت القنابل في جميع أنحاء البلاد.
يكتب والتر عن تأثير وسائل التواصل الاجتماعي على التوترات في الولايات المتحدة، بحجة أنها توحد المتطرفين وتخلق الانقسام. كما تتحدث عن «أصحاب المشاريع العرقية»، الذين يكتسبون أتباعًا من خلال استغلال التوترات الثقافية والعرقية.

## رد فعل
كتبت جينيفر سالاي في صحيفة نيويورك تايمز عن نصيحة الكتاب بأنها «حسنة النية ولكنها غير كافية»، على الرغم من أنها علقت أيضًا على أنه في ضوء السيناريوهات التي وصفها والتر، قد يكون هذا مفهوماً؛ اعتقدت أن العديد من الإرشادات التي قدمها الكتاب، مثل «لا ينبغي على حكومة الولايات المتحدة أن تنغمس في المتطرفين»، كانت واضحة إلى حد ما. كما أشارت إلى مشهد الحرب الأهلية المستقبلية بأنه «إثارة للخوف»، لكنها قالت إنه إذا كان والتر يحلل ويفسر الظروف اليوم بشكل صحيح، فقد يكون المشهد تحذيرًا مسؤولاً. وعلق سزالاي أن مقياس التصنيف أعطى والتر وسيلة عقلانية لتبرير «استنتاجات صريحة»، مثل فكرة أن «الحزب الجمهوري يتصرف مثل فصيل مفترس».

## أنظر أيضا
- الحرب الأهلية الأمريكية الثانية